# Oberschneiding
Oberschneiding – miejscowość i gmina w Niemczech, w kraju związkowym Bawaria, w rejencji Dolna Bawaria, w regionie Donau-Wald, w powiecie Straubing-Bogen. Leży około 10 km na południowy wschód od Straubinga, przy drodze B20.